# حفل توزيع جوائز الأوسكار الثامن
أقيم حفل توزيع جوائز الأوسكار الثامن (بالإنجليزية: 8th Academy Awards)‏ يوم 5 مارس 1936 في فندق ميلينيوم بيلتمور بضيافة فرانك كابرا وفي هذه الدورة، حاز فيلم تمرد على السفينة باونتي على جائزة أفضل فيلم. وحصل أيضا على أكبر عدد من الترشيحات، في حين كانت أكثر الجوائز من نصيب فيلم المخبر .

## وصلات خارجية
- حفل توزيع جوائز الأوسكار الثامن على موقع IMDb (الإنجليزية)
- حفل توزيع جوائز الأوسكار الثامن على موقع ميوزك برينز (الإنجليزية)
- الموقع الرسمي لجوائز الأكاديمية.
- الموقع الرسمي لأكاديمية فنون وعلوم الصور المتحركة.
- قناة جوائز الأوسكار على موقع يوتيوب (تُديره أكاديمية فنون وعلوم الصور المتحركة).
- مقتطفات فيديو من أكاديمية فنون وعلوم الصور المتحركة.